# 마일스 루이스스켈리
마일스 앤서니 루이스스켈리(영어: Myles Anthony Lewis-Skelly, 2006년 9월 26일 ~ )는 잉글랜드의 축구 선수로 현재 프리미어리그의 아스널에서 미드필더, 레프트 백으로 활약하고 있다.